# Anapandites kliseis
Anapandites Kliseis (letteralmente chiamate non risposte) è il singolo di debutto della cantante greca Helena Paparizou, inserito nel suo album di debutto Protereotita. Il singolo per aver venduto più di 10 000 copie in Grecia è stato certificato disco d'oro.

## Classifiche
| Classifica (2004) | Posizione massima |
| ----------------- | ----------------- |
| Grecia            | 1                 |